# Watt par stéradian
Le watt par stéradian (symboleW sr−1) est une unité dérivée du Système international qui permet de quantifier une intensité énergétique.
L'angle solide et le stéradian étant respectivement une grandeur et une unité sans dimension, le watt par stéradian est équivalent au watt du point de vue des dimensions : {\displaystyle \mathrm {W\;sr^{-1}=W=kg\;m^{2}\;s^{-3}} }.